# Wyspy Kangean
Wyspy Kangean (indonez. Kepulauan Kangean) – archipelag na Morzu Jawajskim; wchodzi w skład prowincji Jawa Wschodnia.
Leży 120 km na północ od wyspy Bali i 120 km na wschód od Madury; stanowi umowną granicę między Morzem Jawajskim i Morzem Balijskim. Powierzchnia 668 km².
Składa się z około 30 wysp, największe to: Kangean (487 km²), Paliat, Sepanjang, Saobi. Powierzchnia górzysta (do 390 m n.p.m.), w krajobrazie dominują piękne piaszczyste plaże, rafy koralowe i lasy namorzynowe; wiele gatunków zwierząt, zwłaszcza ptaków.
Gospodarka: rolnictwo, rybołówstwo, eksploatacja gazu ziemnego (rurociąg łączący wyspy z Jawą) i soli morskiej, turystyka (zwłaszcza nurkowanie). Główne miejscowości: Arjasa, Pabean.